# Партія Вануаку
Партія Вануаку (біслама Vanua'aku Pati, «партія нашої землі») — політична партія Вануату. Була першою політичною силою, що прийняла ідеї меланезійського соціалізму. Партія підтримує соціалістичну економічну політику; її електорат складають в основному англомовні громадяни. На парламентських виборах 6 липня 2004 року партія здобула 8 місць (на 6 менше, ніж на попередніх) з 52.

## Історія
Партію було засновано на початку 1970-их років Волтером Ліні й була відома до 1974 року як Національна партія Нових Гебрид. Партія виграла парламентські вибори 1979 року (26 місць із 32), які проводились за рік до проголошення незалежності, а її лідер став головним міністром.
Країна здобула незалежність 1980 року, а Ліні став першим прем'єр-міністром Вануату, залишаючись на посаді до 1991. Після цього партія розкололась, і Ліні був серед тих, хто залишив партію та перейшов до Національної об'єднаної партії (також лівоцентристської, орієнтованої на англофонних виборців). Незважаючи на втрату кадрів, партія зберегла свою силу. Упродовж наступного десятиріччя члени партії Дональд Калпокас і Едуард Натапеї були прем'єр-міністрами Вануату. Партія почала втрачати місця, починаючи з завершення 1990-их років: 18 місць на виборах 1998 року, 14 — 2002, 8 — 2004, що змусило прем'єр-міністра Натапеї піти у відставку.
У 2004–2008 роках Вануаку підтримувала уряд брата Волтера Ліні Гама Ліні з Національної об'єднаної партії. Після короткої перерви партія повернулась до участі в коаліційному уряді, що складався з членів Партії Вануаку та Національної об'єднаної партії, в липні 2007 року, коли її лідер, колишній прем'єр-міністр Едуард Натапеї, став заступником прем'єр-міністра. Після загальних виборів 2 вересня 2008 року Натапеї очолив уряд, до якого також було запрошено представників Конфедерації зелених, Намангі Ауті й правого Союзу поміркованих партій. Лідер партії Вануаку перебував на посту глави уряду до вотуму недовіри 2 грудня 2010 року, після чого було сформовано новий коаліційний уряд на чолі з Сато Кілманом з Народної прогресивної партії. Вануаку отримала в ньому один міністерський портфель — міністра освіти.
З 2018 року лідером партії є Боб Лафман.